# 白盆珠镇
白盆珠镇，是中华人民共和国广东省惠州市惠东县下辖的一个镇。

## 行政区划
白盆珠镇下辖以下地区：
白盆珠社区、横江村、共和村、白马村、双金村、新和村、沐化村、布心村、坑屯村、横坑村、横瑶村、新丰村和鹿窝村。

## 外部連結
- 惠東縣人民政府門戶網站

1. ↑  . 中国·国家地名信息库.
2. ↑  . 中华人民共和国国家统计局. 2023 （中文（中国大陆））.[]